# 2011 na televisão
Nesta página encontram-se os fatos, estreias e términos sobre televisão que aconteceram durante o ano de 2011.

## Eventos

### Fevereiro
- 14 de fevereiro — Entra no ar o Disney Junior, substituindo Playhouse Disney.

### Setembro
- 5 de setembro — A primeira temporada de American Horror Story: Murder House estreia nos Estados Unidos.

## Programas

### Janeiro
- 3 de janeiro — Estreia Aventuras com os Kratts na PBS Kids.
- 12 de janeiro — Estreia Off the Map no ABC[1]

### Fevereiro
- 20 de fevereiro
  - Estreia a quarta edição de Uma Canção para Ti, transmitido na TVI
  - Estreia a 2.ª temporada da série Boa Sorte, Charle! dos EUA, com o episódio "Charle, faz 2 anos", ainda terá crossover com No Ritmo.

### Março
- 14 de março — Júlia Pinheiro estreia o seu programa das manhãs da SIC o Querida Júlia.
- 20 de março — Estreia a telenovela portuguesa Anjo Meu, na TVI.[2]

### Abril
- 24 de abril — Termina o talent show português Portugal Tem Talento, transmitido na SIC.

### Maio
- 1 de maio — Estreia a versão portuguesa de The Biggest Loser com o nome de O Peso Pesado na SIC.
- 5 de maio — Termina a quinta temporada de 30 Rock na NBC.
- 8 de maio — Estreia o reality show Perdidos na Tribo na TVI.[3]
- 16 de maio — Estreia a telenovela Remédio Santo na TVI.[4]

### Junho
- 14 de junho — Estreia a segunda temporada de Pretty Little Liars na Freeform (antiga ABC Family), com o episódio "It's Alive".
- 27 de junho — Estreia a novela mexicana Dos Hogares na Televisa, protagonizada pela atriz e cantora Anahí.

### Novembro
- 2 de novembro - Estreia O Direito de Nascer na RTP1, telenovela exibida originalmente pelo SBT em 2001.[5]

## Por país
- 2011 na televisão brasileira

## Nascimentos
| Data | Nome | Profissão | Nacionalidade | Observações | Ref |
| ---- | ---- | --------- | ------------- | ----------- | --- |

## Mortes
| Data          | Nome               | Profissão                          | Nacionalidade  | Observações | Ref   |
| ------------- | ------------------ | ---------------------------------- | -------------- | ----------- | ----- |
| 2 de janeiro  | Pete Postlethwaite | ator                               | Inglaterra     | n. 1946     | [ 6 ] |
| 2 de janeiro  | Anne Francis       | atriz                              | Estados Unidos | n. 1930     | [ 7 ] |
| 4 de abril    | Juliano Mer-Khamis | ator, cineasta e ativista político | Israel         | n. 1958     | [ 8 ] |
| 2 de dezembro | Julia Marichal     | atriz                              | México         | n. 1944     | [ 9 ] |